# Jiloan Hamad
Jiloan Hamad (Bakú, Azerbaiyán, 6 de noviembre de 1990) es un futbolista sueco. Juega en la posición de mediocampista para el Zakho F. C. y para la selección de fútbol de Irak, a la que decidió representar en 2019 tras haber jugado antes con la selección de Suecia.

## Palmarés

### Títulos nacionales
| Título              | Club     | País   | Año  |
| ------------------- | -------- | ------ | ---- |
| Allsvenskan         | Malmö FF | Suecia | 2010 |
| Allsvenskan         | Malmö FF | Suecia | 2013 |
| Supercopa de Suecia | Malmö FF | Suecia | 2013 |